# No Ordinary Baby
No Ordinary Baby (ook verschenen onder de alternatieve titel After Amy) is een Amerikaanse televisiefilm uit 2001 onder regie van Peter Werner. Hij baseerde deze op Richard Kadreys korte verhaal Carbon Copy: Meet 'The First Human Clone' , dat gaat over een vrouw die in verwachting is van een gekloond kind en de gemengde reacties van de buitenwereld daarop.

## Verhaal
Linda Sanclair (Bridget Fonda) werkt als televisieverslaggeefster voor het kleine regionale station WLOR, maar heeft de ambitie om hogerop te komen. Hiervoor heeft ze eigenlijk een geweldig verhaal nodig, dat haar in de schoot geworpen wordt door verpleegster Alice Donovan (Claudia Ferri). Deze werkt bij een IVF-kliniek opgezet en geleid door dokter Amanda Gordon (Mary Beth Hurt). Donovan overhandigt Sanclair een stapel documenten waarin zwart op wit staat vastgelegd dat Gordon bezig is om samen met een niet bij naam genoemd echtpaar een baby ter wereld te brengen die een kloon vormt van een eerder geboren mens.
Gordon is hier daadwerkelijk mee bezig samen met het echtpaar Virginia (Valerie Mahaffey) en Chris Hytner (Adam LeFevre). Zij kwamen in het verleden bij Gordon terecht omdat het hen maar niet lukte in verwachting te raken van een kind. Gordon hielp hen middels IVF, waardoor ze de dolgelukkige ouders werden van dochter Katy. Toen het meisje een paar jaar oud was, sloeg het noodlot toe. Chris zat met Katy in de auto toen zij werden geramd door een truck. Daarbij overleed Katy. De Hytners keerden doodongelukkig terug naar Gordon. Die was zich ervan bewust dat de kans klein was dat Virginia opnieuw via IVF te helpen zou zijn. Er bleek wel DNA van Katy bewaard gebleven. Samen gingen ze het experiment aan om opnieuw een bevruchte eicel in te brengen bij Virginia, met daarin het DNA van haar overleden dochtertje.
Sanclair ziet in het nieuws over de eerste gekloonde mens ooit de kans carrière te maken en confronteert Gordon met haar informatie. Omdat het nieuws sowieso naar buiten gaat komen en het bewijs zwart op wit staat, stemt deze toe de verslaggeefster bij het echtpaar te laten. Ze spreken met elkaar af dat Sanclair als enige rechtstreeks informatie van hen krijgt over het hele gebeuren, waarbij Sanclair er in ruil voor wil zorgen dat het echtpaar via haar een eerlijke spreekbuis naar buiten toe heeft voordat het enkel een ongeleid mediaspektakel wordt. Wie en waar de Hytmans zijn, blijft voorlopig hun gedeelde geheim.
Nadat Sanclairs eerste item over de gekloonde embryo uitgezonden is, verspreidt het nieuws zich over het land en vervolgens de hele wereld. Groepen burgers, woordvoerders en allerhande belangenverenigingen die zowel voor als mordicus tegen het klonen van een mens zijn, krijgen daarop steeds meer ruimte in de media om te vertellen wat ze van het gebeuren vinden. Omdat strenge tegenstanders ook bij het huis van de Hytmans komen om te protesteren en er doodsbedreigingen via de telefoon en e-mail binnenkomen, zijn deze gedwongen samen met Gordon naar een geheime locatie te verhuizen om daar te proberen de inmiddels zwaar gestreste Virginia's zwangerschap tot een goed einde te brengen. Daar zien ze tegelijkertijd lijdzaam toe hoe op televisie discussies worden uitgevochten over ethische vraagstukken die het onderwerp klonen oproept en over de functioneren als dokter van Gordon.

## Rolverdeling
- Philip Bosco - Dr. Ed Walden
- Bill Haugland - Dan Reilly
- Alan Fawcett - FBI-agent Olman
- Norman Mikeal Berketa - Michael O'Donnell
- Benz Antoine - Rechter Watson
- Dorothée Berryman - Dr. Friedlander
- Eric Goulem - Dr. Crowley
- Daniel Richard Giverin - Dr. Graham
- Arthur Grosser - Dr. North
- Danette Mackay - Libby McHenry
- Steve Adams - Ben McHenry

## Prijzen en nominaties
Bridget Fonda werd in 2002 voor haar rol in No Ordinary Baby genomineerd voor een Golden Globe in de categorie 'Beste optreden van een actrice in een miniserie of televisiefilm'.